# Dajabón (rivier)
De Dajabón is een rivier op het eiland Hispaniola. In Haïti wordt hij ook de Massacre genoemd. De rivier vormt het noordelijk deel van de grens tussen de Dominicaanse Republiek en Haïti.

## Naam
Over de oorsprong van de naam bestaan verschillende theorieën. Eén versie is dat het een inheemse naam is . Volgens anderen is het een samentrekking van het inheemse woord dajao ("vis") en het Franse woord bonne ("goed").
In 1516 komt de rivier voor het eerst op een kaart voor, gespeld als Dahabon. Vanaf 25 november 1961 is de provincie Dajabón naar deze rivier genoemd. Daarvoor heette deze provincie Libertador. Ook de hoofdstad Dajabón van deze provincie dankt haar naam aan deze rivier.
In 1937 doodde het leger van dictator Rafael Trujillo 30.000 Haïtiaanse arbeiders in de stad Dajabón. Daarna werd de rivier door de Haïtianen Massacre ("slachting") genoemd.

## Stroomgebied
De rivier ontspringt op de berg Pico del Gallo, die deel uitmaakt van de keten Loma de Cabrera. Zijrivieren zijn de Capotille en de Gens de Nantes. In de Baai van Manzanillo komt de rivier in de Caraïbische Zee uit. Op deze plaats vormt de Dajabón verschillende lagunes. Deze vormen een belangrijk onderdeel van het Nationaal Park Montecristi.
De rivier wordt bedreigd door ontbossing en zandwinning. Enkele milieuorganisaties en overheidsinstellingen proberen aan bescherming en bewustwording te werken.

## Grensrivier
De grens tussen de Dominicaanse Republiek en Haïti werd vastgesteld in 1776, tussen de governeur José Solano en de Graaf van Annery. Zij bepaalden dat de grens in het noorden gevormd werd door de Dabajón en in het zuiden door de Pedernales. Deze beslissing werd bekrachtigd in het Verdrag van Aranjuez van 1777. In werkelijkheid vormt de Dajabón slechts over een afstand van 5 kilometer de grens, vanaf de militaire post van La Bomba, tot aan het kanaal La Vigía.